# José Ignacio Bugarín
José Ignacio Bugarín Pereira (Tuy, 10 de marzo de 1968) es un deportista español que compitió en remo.
Ganó una medalla de plata en el Campeonato Mundial de Remo de 1990, en la prueba de dos con timonel. Participó en los Juegos Olímpicos de Barcelona 1992, ocupando el decimosegundo lugar en la misma prueba.

## Palmarés internacional
| Campeonato Mundial | Campeonato Mundial   | Campeonato Mundial | Campeonato Mundial |
| Año                | Lugar                | Medalla            | Prueba             |
| ------------------ | -------------------- | ------------------ | ------------------ |
| 1990               | Tasmania (Australia) | Medalla de plata   | Dos con timonel    |